# Apodacra dispar
Apodacra dispar är en tvåvingeart som beskrevs av Villeneuve 1916. Apodacra dispar ingår i släktet Apodacra och familjen köttflugor. Inga underarter finns listade i Catalogue of Life.